# Espanyol Barcelona (Frauenfußball)
Die Frauenfußballabteilung des Sportvereins Espanyol Barcelona (offiziell: Reial Club Deportiu Espanyol de Barcelona) aus Spanien wurde 1970 gegründet.

## Geschichte
Unter den großen Vereinen Spaniens gehört RCD Espanyol zu den Pionieren des Frauenfußballs. Bereits 1970 gründete er eine entsprechende Vereinssektion, zunächst noch unter der Bezeichnung Club Deportivo Español Femenino, die er seither in ununterbrochener Kontinuität unterhält. 1988 gehörte der Club zu den Gründungsmitgliedern der nationalen Fußballmeisterschaft der Frauen.
Im ersten Jahrzehnt nach der Jahrtausendwende erlebte Espanyol seine erfolgreichste Phase, die neben drei Vizemeisterschaften auch den bis dato einzigen Meistertitel in der Saison 2005/06 beinhaltete. In dem darauf folgenden Wettbewerb des UEFA Women’s Cup 2006/07 erreichte der Verein die zweite Runde. Ab dem Jahr 2010 verlor Espanyol seine Vormachtstellung in Katalonien sukzessive an den aufsteigenden Lokalrivalen FC Barcelona.

## Erfolge
| Spanische Meisterschaft | (1×): | 2006                               |
| Spanischer Pokal        | (6×): | 1996, 1997, 2006, 2009, 2010, 2012 |
| Katalanischer Pokal     | (5×): | 2005, 2006, 2007, 2008, 2013       |